# Johann von und zu Liechtenstein

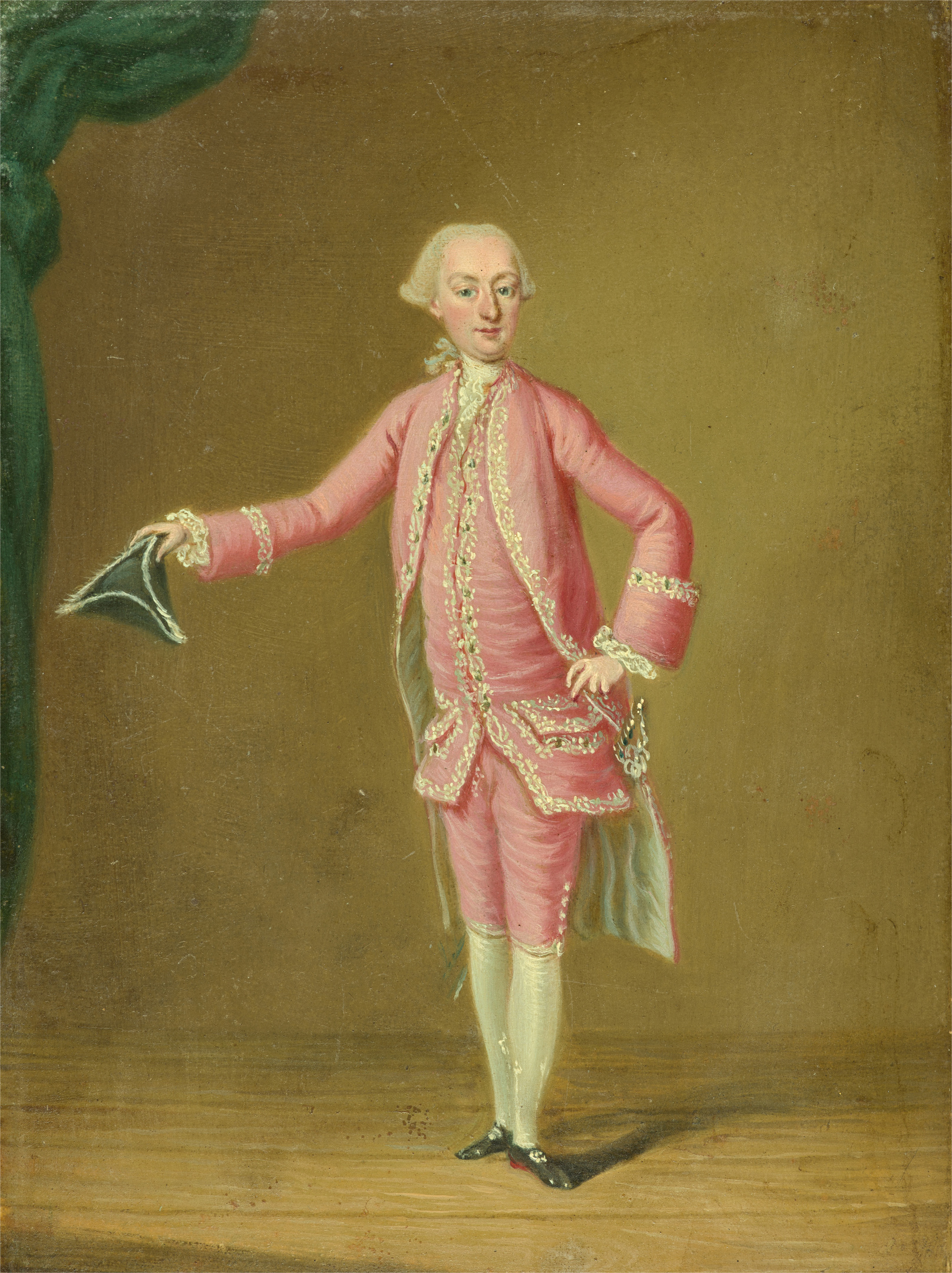
Johann von Liechtenstein in einer Maskerade (Joseph Baumgartner 1763)

Fürst Johann von und zu Liechtenstein (Johann Joseph Simplicius; * 2. März 1734 in Wien; † 18. Februar 1781 ebenda) war ein kaiserlich-königlicher Feldmarschallleutnant.

## Biografie
Liechtenstein war der fünfte Sohn des Fürsten Emanuel von und zu Liechtenstein (1700–1771) und dessen Gattin Maria Antonia, geborene Gräfin von Dietrichstein (1706–1777). Er widmete sich dem Militärdienst. Im Siebenjährigen Krieg stand er 1757 als Hauptmann im Dragonerregiment Alt-Savoyen und zeichnete sich beim Berliner Husarenstreich unter dem Oberbefehl des Grafen Andreas Hadik von Futak aus. 1758 wurde er als Oberstleutnant in das neu errichtete Dragonerregiment Jung-Löwenstein versetzt und geriet bei den Kämpfen um die Stadt Radeberg mit dreißig Mann in preußische Kriegsgefangenschaft.
Als Ehrenkavalier an der Seite seines berühmten Onkels Fürst Joseph Wenzel machte er 1760 die Reise nach Parma zur Einholung der Braut des österreichischen Thronfolgers Erzherzog Joseph. 1763 erfolgte seine Beförderung zum Oberst und sein Dienstantritt als Kommandant im Kürassierregiment Buccow, bis dieses schließlich 1768 aufgelöst wurde. 1771 avancierte er zum Generalmajor und gleichzeitig zum Kapitänleutnant der Arcièren-Leibgarde mit einem Gehalt von 4.000 Gulden.
Nach dem Tod seines Onkels 1772 erhielt er dessen Dragonerregiment. Kaiser Joseph II. ernannte ihn 1774 zum Geheimen Rat. 1775 wurde sein Regiment aufgelöst. Am 25. April 1775 erfolgte seine Ernennung zum Feldmarschallleutnant. 1780 wurde er wirklicher Inhaber des Kürassierregiments Alt-Modena. Liechtenstein verstarb am 18. Februar 1781 in Wien. Sein Leichnam wurde in der Wiener Paulanerkirche bestattet.